# Опорна пряма

Дві опорні прямі до кривої, яка обмежує S

В геометрії, пряма L є опорною прямою до кривої C в площині, якщо вона містить точку C, але не розділяє будь-які дві точки C. Іншими словами, C повністю лежить в одній з двох замкнених півплощин, на які ділить площину пряма L, і має хоча б одну точку на L.
Буває через точку кривої проходить багато опорних прямих (див. малюнок). Коли в заданій точці існує дотична пряма, тоді, якщо вона не перетинає криву, дотична і буде опорною прямою в цій точці, притому єдиною.
Поняття опорної прямої також має сенс для плоских фігур. У цьому випадку кажуть, що опорна пряма може бути визначена як пряма, що має спільні точки з границею фігури, але не з її внутрішньою частиною.
Якщо дві обмежені зв'язні плоскі фігури мають опуклі оболонки, які не перетинаються, тобто їх відділяє додатня відстань, то вони обов'язково мають точно чотири загальні опорні прямі, дотичні в двох різних точках двох опуклих оболонок. Дві з цих опорних прямих розділяють фігури по різним півплощинам, і називаються критичними опорними прямими.

## Властивості опуклих фігур
- До кожної обмеженої опуклої фігури можна провести лише дві опорні прямі, паралельні заданому напряму[3]
- Через кожну точку опуклої кривої можна провести хоча б одну опорну пряму[3][4]
- Якщо через кожну граничну точку фігури проходить хоча б одна опорна пряма, то фігура є опуклою[3][4]
- Найбільша відстань між паралельними опорними прямими опуклої фігури є діаметром цієї фігури[3]

## Узагальнення
У випадку більших вимірностей опорна пряма узагальнюється на опорну гіперплощину.

### Локальна опорність

В кожній точці є локальна опорна пряма, але не в кожній точці вона буде глобально опорною

Криву C називають локально опорною на пряму L в точці {\displaystyle x\in C}, якщо існує такий окіл U точки x, для якого L — опорна пряма.
Локально опукла крива завжди має локально опорну пряму. Наявність локально опорної прямої не гарантує локальної опуклості кривої.
Якщо в точці кривої існує локально опорна пряма, то кривина кривої в цій точці буде невід'ємною.

### Опорність на іншу криву
Замість опорності на пряму можна розглядати опорність на іншу криву. Наприклад, на коло.
Опорність кривої в точці на коло радіусу R означає, що кривина кривої в цій точці буде не менше {\displaystyle {\frac {1}{R^{2}}}}.